# 青山りか (1993年生)
秋元 結衣（あきもと ゆい、1993年3月17日 - ）は、日本のグラビアアイドル。
大阪府出身。シャイニングイブ所属。

## 略歴
2007年、ジュニアアイドルの姫咲友梨香（ひめさきゆりか）としてスタイルエージェンシーよりデビューしたが、同年6月、芸能活動を停止。
2008年6月、有限会社マーブル所属の青山りかとして復帰、芸能活動を再開した。
2010年5月、有限会社マーブルを退所、有限会社シャイニングウィル（シャイニングイブ）に所属し秋元結衣と改名。
2011年11月、有限会社シャイニングウィル（シャイニングイブ）を退所、海外移住のため活動終了。

## 作品

### DVD
- Fairy（2007年、アイドルファクトリー） - 姫咲友梨香名義
- High School Girl（2008年12月5日、スパイスビジュアル）
- Koh→Boh りかの実験（2009年3月27日、ぶんか社）
- LOVE DOL T’s EX（2011年4月15日、ラブドルネット）仲村みう・姫咲友梨香・岸波莉穂・泉明日香・夕凪えみ・愛川萌・天美しおりのオムニバス

## 書籍

### 雑誌
- Koh→Boh voL.2（海王社）
- 女の子をかわいく撮る108の方法（ぶんか社、2008年12月）